# Elecciones presidenciales de Estados Unidos de 2000 en California
Las elecciones presidenciales de Estados Unidos en California de 2000 son las elecciones del estado de California en las elecciones presidenciales de Estados Unidos de 2000.  California votó por el candidato demócrata, Vicepresidente Al Gore, con más de dos dígitos sobre su contrincante el Gobernador de Texas, George W. Bush.

## Resultados
| Elecciones presidenciales de Estados Unidos en California de 2000 | Elecciones presidenciales de Estados Unidos en California de 2000 | Elecciones presidenciales de Estados Unidos en California de 2000 | Elecciones presidenciales de Estados Unidos en California de 2000 | Elecciones presidenciales de Estados Unidos en California de 2000 | Elecciones presidenciales de Estados Unidos en California de 2000 |
| Partido                                                           | Partido                                                           | Candidato                                                         | Votos                                                             | Porcentaje                                                        | Votos electorales                                                 |
| ----------------------------------------------------------------- | ----------------------------------------------------------------- | ----------------------------------------------------------------- | ----------------------------------------------------------------- | ----------------------------------------------------------------- | ----------------------------------------------------------------- |
|                                                                   | Demócrata                                                         | Al Gore                                                           | 5,861,203                                                         | 53.45%                                                            | 54                                                                |
|                                                                   | Republicano                                                       | George W. Bush                                                    | 4,567,429                                                         | 41.65%                                                            | 0                                                                 |
|                                                                   | Verde                                                             | Ralph Nader                                                       | 418,707                                                           | 3.82%                                                             | 0                                                                 |
|                                                                   | Libertario                                                        | Harry Browne                                                      | 45,520                                                            | 0.41%                                                             | 0                                                                 |
|                                                                   | Reforma                                                           | Pat Buchanan                                                      | 44,987                                                            | 0.41%                                                             | 0                                                                 |
|                                                                   | Americano Independiente                                           | Howard Phillips                                                   | 17,042                                                            | 0.16%                                                             | 0                                                                 |
|                                                                   | Ley Natural                                                       | John Hagelin                                                      | 10,934                                                            | 0.10%                                                             | 0                                                                 |
|                                                                   | Sin partido                                                       | John Joseph Kennedy (write-in)                                    | 28                                                                | 0.00%                                                             | 0                                                                 |
|                                                                   | Sin partido                                                       | David McReynolds (write-in)                                       | 6                                                                 | 0.00%                                                             | 0                                                                 |
| Inválido o votos en blanco                                        | Inválido o votos en blanco                                        | Inválido o votos en blanco                                        | 177,010                                                           | 1.59%                                                             | —                                                                 |
| Total                                                             | Total                                                             | Total                                                             | 11,142,866                                                        | 100.00%                                                           | 54                                                                |
| Total de votantes                                                 | Total de votantes                                                 | Total de votantes                                                 | 70.94%                                                            | 70.94%                                                            | —                                                                 |

## Resultados por condado
| Condado         | Gore   | Votos     | Bush   | Votos   | Nader  | Votos  | Otros | Votos  |
| --------------- | ------ | --------- | ------ | ------- | ------ | ------ | ----- | ------ |
| San Francisco   | 75.54% | 241,578   | 16.10% | 51,496  | 7.76%  | 24,828 | 0.59% | 1,884  |
| Alameda         | 69.36% | 342,889   | 24.13% | 119,279 | 5.56%  | 27,499 | 0.94% | 4,669  |
| San Mateo       | 64.29% | 166,757   | 30.96% | 80,296  | 4.02%  | 10,433 | 0.73% | 1,903  |
| Marin           | 64.26% | 79,135    | 28.32% | 34,872  | 6.73%  | 8,289  | 0.70% | 859    |
| Los Angeles     | 63.47% | 1,710,505 | 32.35% | 871,930 | 3.11%  | 83,731 | 1.08% | 28,988 |
| Santa Cruz      | 61.48% | 66,618    | 27.34% | 29,627  | 10.01% | 10,844 | 1.16% | 1,261  |
| Santa Clara     | 60.66% | 332,490   | 34.44% | 188,750 | 3.48%  | 19,072 | 1.43% | 7,817  |
| Sonoma          | 59.54% | 117,295   | 32.25% | 63,529  | 7.27%  | 14,324 | 0.94% | 1,858  |
| Contra Costa    | 58.81% | 224,338   | 37.06% | 141,373 | 3.43%  | 13,067 | 0.71% | 2,700  |
| Monterey        | 57.53% | 67,618    | 37.23% | 43,761  | 4.30%  | 5,059  | 0.93% | 1,096  |
| Solano          | 57.02% | 75,116    | 39.17% | 51,604  | 2.94%  | 3,869  | 0.87% | 1,146  |
| Yolo            | 54.93% | 33,747    | 37.53% | 23,057  | 6.69%  | 4,107  | 0.85% | 525    |
| Napa            | 54.32% | 28,097    | 39.89% | 20,633  | 4.78%  | 2,471  | 1.01% | 523    |
| San Benito      | 54.25% | 9,131     | 41.68% | 7,015   | 3.18%  | 535    | 0.89% | 150    |
| Imperial        | 53.53% | 15,489    | 43.28% | 12,524  | 2.10%  | 608    | 1.09% | 316    |
| Lake            | 51.23% | 10,717    | 41.58% | 8,699   | 6.05%  | 1,265  | 1.14% | 238    |
| Sacramento      | 49.31% | 212,792   | 45.33% | 195,619 | 4.09%  | 17,659 | 1.27% | 5,480  |
| Mendocino       | 48.34% | 16,634    | 35.66% | 12,272  | 14.68% | 5,051  | 1.32% | 453    |
| San Joaquin     | 47.70% | 79,776    | 48.90% | 81,773  | 2.51%  | 4,195  | 0.89% | 1,485  |
| Santa Bárbara   | 47.37% | 73,411    | 46.13% | 71,493  | 5.59%  | 8,664  | 0.91% | 1,406  |
| San Bernardino  | 47.21% | 214,749   | 48.75% | 221,757 | 2.59%  | 11,775 | 1.45% | 6,612  |
| Ventura         | 47.14% | 133,258   | 48.17% | 136,173 | 3.62%  | 10,235 | 1.07% | 3,026  |
| San Diego       | 45.66% | 437,666   | 49.63% | 475,736 | 3.54%  | 33,979 | 1.17% | 11,253 |
| Alpine          | 45.22% | 265       | 47.95% | 281     | 4.27%  | 25     | 2.56% | 15     |
| Merced          | 45.08% | 22,726    | 51.77% | 26,102  | 2.31%  | 1,166  | 0.84% | 424    |
| Riverside       | 44.90% | 202,576   | 51.42% | 231,955 | 2.59%  | 11,678 | 1.09% | 4,918  |
| Humboldt        | 44.40% | 24,851    | 41.48% | 23,219  | 12.68% | 7,100  | 1.43% | 802    |
| Stanislaus      | 44.01% | 56,448    | 52.38% | 67,188  | 2.65%  | 3,398  | 0.96% | 1,233  |
| Fresno          | 43.05% | 95,059    | 53.14% | 117,342 | 2.96%  | 6,541  | 0.86% | 1,893  |
| Mono            | 40.91% | 1,788     | 52.53% | 2,296   | 5.26%  | 230    | 1.30% | 57     |
| San Luis Obispo | 40.89% | 44,526    | 52.22% | 56,859  | 5.99%  | 6,523  | 0.90% | 978    |
| Orange          | 40.36% | 391,819   | 55.75% | 541,299 | 2.76%  | 26,833 | 1.13% | 10,954 |
| Tuolumne        | 39.44% | 9,359     | 55.51% | 13,172  | 4.00%  | 949    | 1.04% | 247    |
| Kings           | 38.97% | 11,041    | 57.80% | 16,377  | 2.00%  | 567    | 1.24% | 350    |
| Amador          | 38.19% | 5,906     | 56.69% | 8,766   | 3.78%  | 584    | 1.35% | 208    |
| Calaveras       | 37.58% | 7,093     | 56.15% | 10,599  | 4.57%  | 863    | 1.70% | 321    |
| Del Norte       | 37.58% | 3,117     | 54.57% | 4,526   | 5.85%  | 485    | 2.00% | 166    |
| Butte           | 37.43% | 31,338    | 54.45% | 45,584  | 6.84%  | 5,727  | 1.28% | 1,072  |
| Nevada          | 37.22% | 17,670    | 54.76% | 25,998  | 6.92%  | 3,287  | 1.10% | 524    |
| Tulare          | 36.75% | 33,006    | 60.20% | 54,070  | 2.04%  | 1,834  | 1.01% | 908    |
| El Dorado       | 36.35% | 26,220    | 58.29% | 42,045  | 4.18%  | 3,013  | 1.19% | 858    |
| Kern            | 36.20% | 66,003    | 60.70% | 110,663 | 1.91%  | 3,474  | 1.19% | 2,168  |
| Placer          | 36.04% | 42,449    | 59.29% | 69,835  | 3.78%  | 4,449  | 0.90% | 1,061  |
| Madera          | 34.89% | 11,650    | 60.74% | 20,283  | 3.23%  | 1,080  | 1.14% | 382    |
| Mariposa        | 34.88% | 2,816     | 58.55% | 4,727   | 4.69%  | 379    | 1.88% | 152    |
| Yuba            | 34.39% | 5,546     | 61.00% | 9,838   | 3.14%  | 507    | 1.46% | 236    |
| Inyo            | 33.93% | 2,652     | 60.31% | 4,713   | 4.40%  | 344    | 1.36% | 106    |
| Trinity         | 33.33% | 1,932     | 57.62% | 3,340   | 6.83%  | 396    | 2.23% | 129    |
| Plumas          | 33.25% | 3,458     | 60.98% | 6,343   | 4.38%  | 456    | 1.38% | 144    |
| Siskiyou        | 31.90% | 6,323     | 61.55% | 12,198  | 4.40%  | 872    | 2.15% | 426    |
| Sutter          | 31.68% | 8,416     | 65.31% | 17,350  | 2.24%  | 594    | 0.77% | 204    |
| Tehama          | 31.20% | 6,507     | 63.63% | 13,270  | 3.34%  | 697    | 1.82% | 380    |
| Colusa          | 31.22% | 1,745     | 64.92% | 3,629   | 2.70%  | 151    | 1.16% | 65     |
| Shasta          | 30.25% | 20,127    | 65.04% | 43,278  | 3.20%  | 2,131  | 1.51% | 1,008  |
| Sierra          | 29.24% | 540       | 63.45% | 1,172   | 4.66%  | 86     | 2.65% | 49     |
| Glenn           | 28.68% | 2,498     | 66.53% | 5,795   | 3.08%  | 268    | 1.72% | 150    |
| Lassen          | 28.17% | 2,982     | 66.88% | 7,080   | 3.20%  | 339    | 1.75% | 185    |
| Modoc           | 23.07% | 945       | 72.47% | 2,969   | 2.98%  | 122    | 1.49% | 61     |